# Lambert Automobile Company
Lambert Automobile Company, была основана в 1905 году Джоном Уильямом Ламбертом в Андерсоне, штат Индиана и являлась дочерней компанией Buckeye Manufacturing Company. Основной задачей компании являлось производство автомобилей Lambert, но она также выпускала грузовики, пожарные машины и сельскохозяйственную технику. Пик производства пришёлся на 1905 — 1915 год. В 1910 году в компании работало более 1000 сотрудников. К 1915 году производство достигло 3000 единиц техники в год. Падение производства произошло из-за последствий Первой мировой войны и новых рыночных условий.

## История
Автомобильная компания Lambert создавалась, как второй завод для производства автомобилей компании Union. Он был построен Ламбертом в 1904 году и его площадь составила 300 000 кв. фунтов (28 000 м²). В 1905 году производство «Юниона» было перенесено на завод в Андерсоне, а Union Automоbile Company расформирована. На основе Union был спроектирован и изготовлен новый, технологически-модернизированный автомобиль.
Материнской компанией являлась Buckeye Manufacturing Company, основаная в 1893 году, президентом которой являлся Джордж Ламберт, отец Джона Ламберта. Фирма имела другие дочерные подразделения и специализировалась на выпуске различной техники.
Когда США вступили в Первую мировую войну, завод Lambert направил свои силы на производство оборонной продукции, в том числе оружия и военной техники. Когда война закончилась, Ламберт решил не возобновлять производство автомобилей и выпускал только детали. Он понял, что автомобили будут производить лишь крупные компании. В 1922 году компания Buckeye Manufacturing Company прекратила выпуск автомобильных запчастей.
Известно о четырёх сохранившихся автомобилях Lambert, они находятся в частной собственности.

## Автомобиль Lambert
Основным фирменный продуктом компании являлся автомобиль Lambert, одной из главных особенностей которого стала фрикционная безредуктивная дисковая трансмиссия. Компания всегда производила свои собственные кузова. Изредка двигатели для компании производили такие сторонние фирмы, как Buda Engine Company, Rutenber Motor Company, Continental Motors Company, Trebert Gas Engine Company и Davis Motor Car Company, но конструировались на основе спецификаций Ламберта. Обивка, использующаяся в салонах, была высокого качества, а корпус окрашивался в несколько слоёв. В 1906 году был выпущен первый автомобиль. Благодаря этому, Ламберт зарекомендовал себя как преуспевающий производитель автомобилей того времени. Большинство его автомобилей имели цепной привод, а не вал. Производство с 1906 по 1910 год достигало двух тысяч автомобилей. В 1910 году в компании работал свыше 1000 человек и течение следующих пяти лет производилось 3000 автомобилей в год.